# Epílogo (programa de televisión)
Epílogo es un programa de entrevistas de Canal+, ideado por Begoña Aranguren e Isabel Verajáuregui,  que se emite después de que el entrevistado haya fallecido.
Se hace en un plató con un decorado que recrea un salón vacío con tan solo la silla en la que se sienta el entrevistado, un espejo, y una puerta abierta que deja pasar mucha luz.

Cada episodio comienza con la frase de la conductora del programa, la cual nunca aparece en pantalla: "Le recuerdo que esta entrevista será emitida cuando usted haya muerto. En primer lugar, díganos, ¿cómo le gustaría ser recordado?". Termina siempre solicitando al invitado un "comentario final, a modo de 'Epílogo' de su existencia".
Se han grabado por lo menos 61 entrevistas (11 mujeres) y las que todavía no han sido emitidas son custodiadas por un notario hasta el deceso del personaje entrevistado. 
Algunas de las que hemos podido ver hasta ahora han sido:
- Antonio Saura (1998)
- Gonzalo Torrente Ballester (1999)
- José Agustín Goytisolo (1999)
- Torcuato Luca de Tena (1999)
- Laureano López Rodó (2000)
- Antonio Buero Vallejo (2000)
- Antonio Ferrandis (2000)
- Jesús Puente (2000)
- Pedro Laín Entralgo (2001)
- Eugenio Fernández Granell (2001)
- Paco Rabal (2001)
- Xavier Montsalvatge (2002)
- Juan Antonio Bardem (2002)
- José María Gironella (2003)
- Emilio Romero Gómez (2003)
- José González Lucas (2003)
- Compay Segundo (2003)
- Maruchi Fresno (2003)
- José Antonio Sáenz de Santa María (2003)
- Manuel Vázquez Montalbán (2003)
- Juanito Valderrama (2004)
- Matías Prats Cañete (2004)
- Julián Marías (2005)
- Alonso Zamora Vicente (2006)
- Miguel Fisac (2006)
- José Luis Coll (2007)
- Nicolau Casaus (2007)
- José Luis de Vilallonga (2007)
- Pepín Bello (2008)
- Luisa Isabel Álvarez de Toledo y Maura (2008)
- Corín Tellado (2009)
- Mary Carrillo (2009)
- José Luis López Vázquez (2009)
- José María Díez-Alegría (2010)
- Manuel Alexandre (2010)
- Marcelino Camacho (2010)
- María Isbert (2011)
- Jorge Semprún (2011)
- Manuel Fraga Iribarne (2012)
- Chavela Vargas (2012)
- José Luis Borau (2012)
- María Asquerino (2013)
- Sara Montiel (2013)
- José Luis Sampedro (2013)
- Miguel Narros (2013)
- Amparo Rivelles (2013)
- Alfonso Armada (2013)
- Mercedes Salisachs (2014)
- Ana María Matute (2014)
- Carmen Franco. No emitido
- Asunción Balaguer (2019)
- Fernando Morán (2020)
- Javier Pérez de Cuéllar (2020)
- Julio Anguita (2020)